# Orrum
Orrum est une ville américaine située dans le comté de Robeson dans l'État de Caroline du Nord. En 2010, sa population était de 91 habitants.

## Démographie
| 1910 | 1920 | 1930 | 1940 | 1950 | 1960 |
| ---- | ---- | ---- | ---- | ---- | ---- |
| 214  | 86   | 209  | 173  | 162  | 139  |

| 1970 | 1980 | 1990 | 2000 | 2010 | - |
| ---- | ---- | ---- | ---- | ---- | - |
| 162  | 167  | 103  | 79   | 91   | - |

## Traduction
- (en) Cet article est partiellement ou en totalité issu de l’article de Wikipédia en anglais intitulé « Orrum, North Carolina » (voir la liste des auteurs).